# Themira putris
Themira putris är en tvåvingeart som först beskrevs av Carl von Linné 1758.  Themira putris ingår i släktet Themira och familjen svängflugor. Arten är reproducerande i Sverige. Inga underarter finns listade i Catalogue of Life.

## Bildgalleri

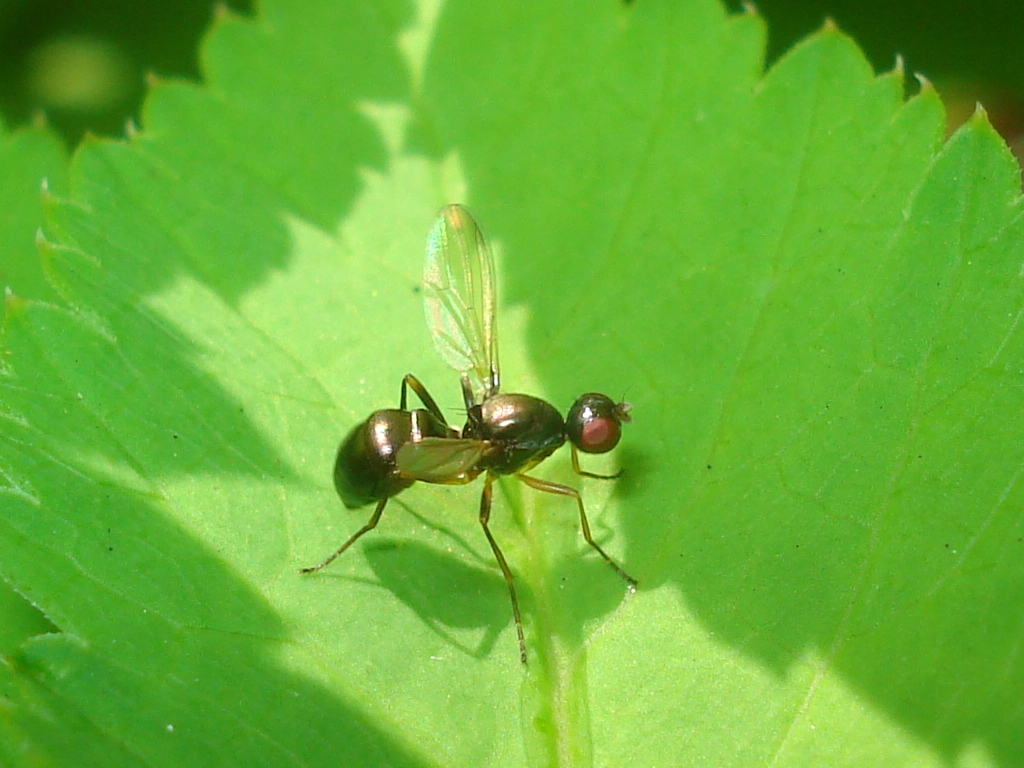